# Borassus sambiranensis
Borassus aethiopum là loài thực vật thuộc họ Cau. Nó chỉ được tìm thấy ở Madagascar.
Cây này đang bị đe dọa do mất môi trường sống.

## Hình ảnh

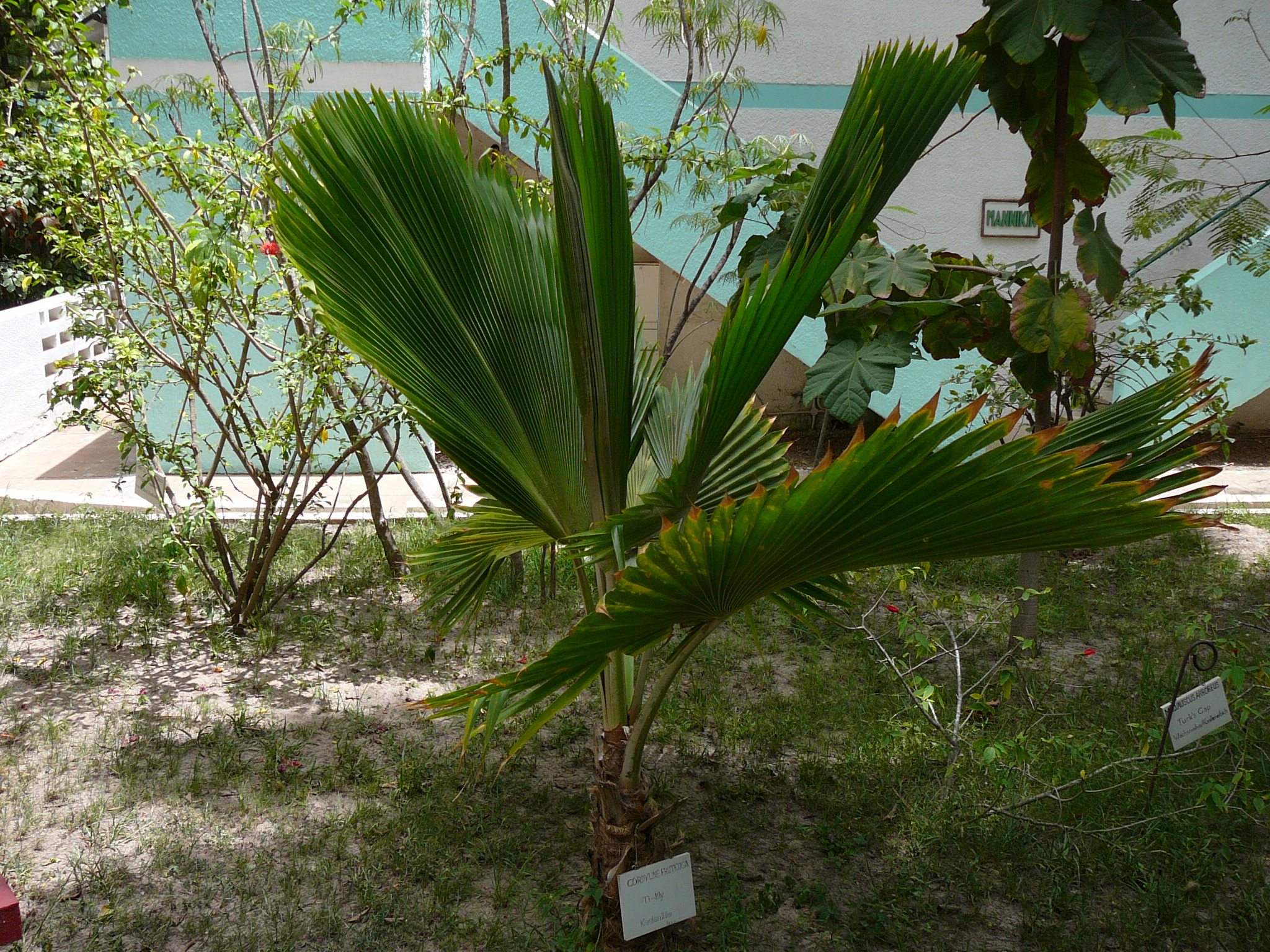
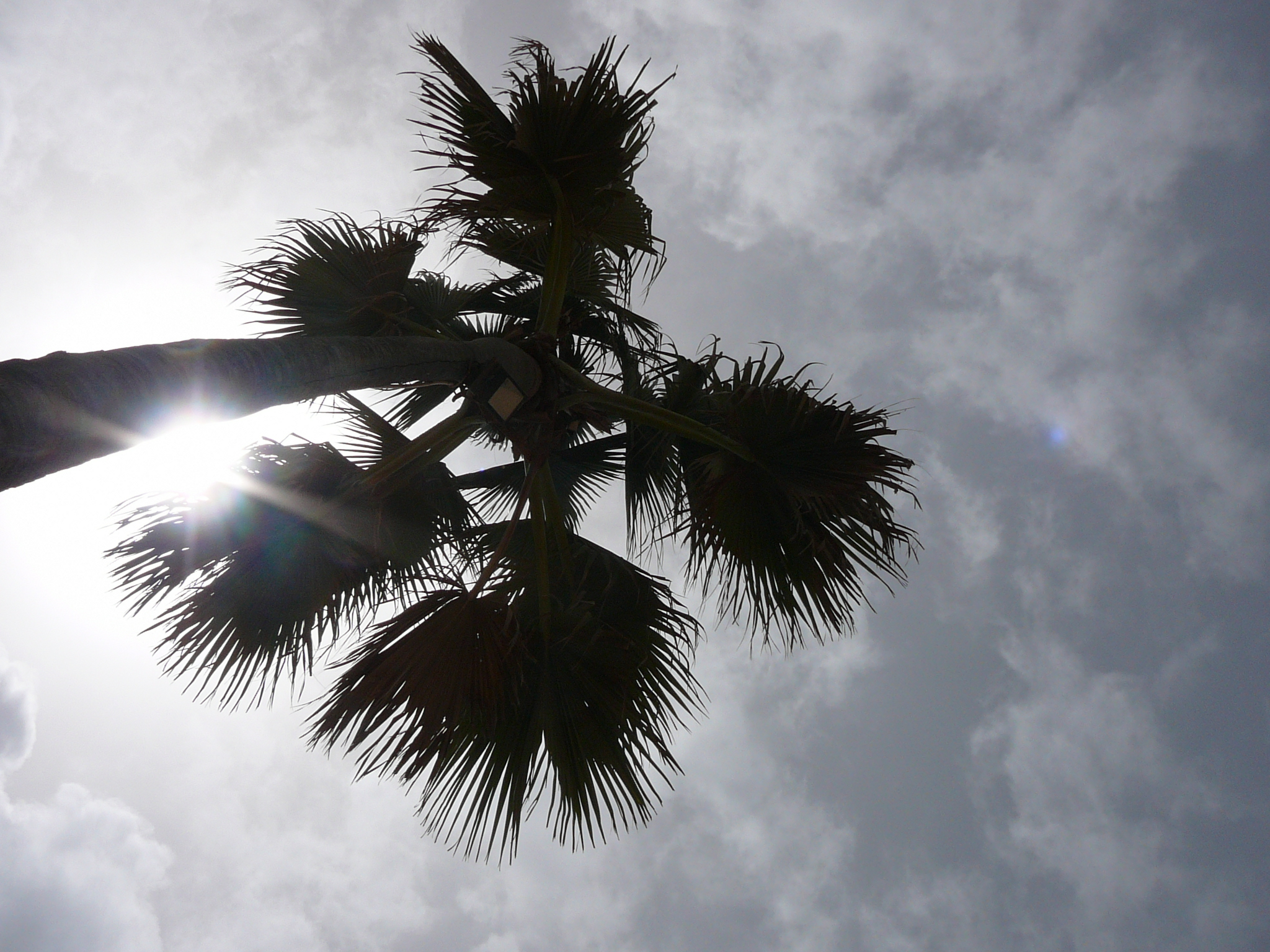
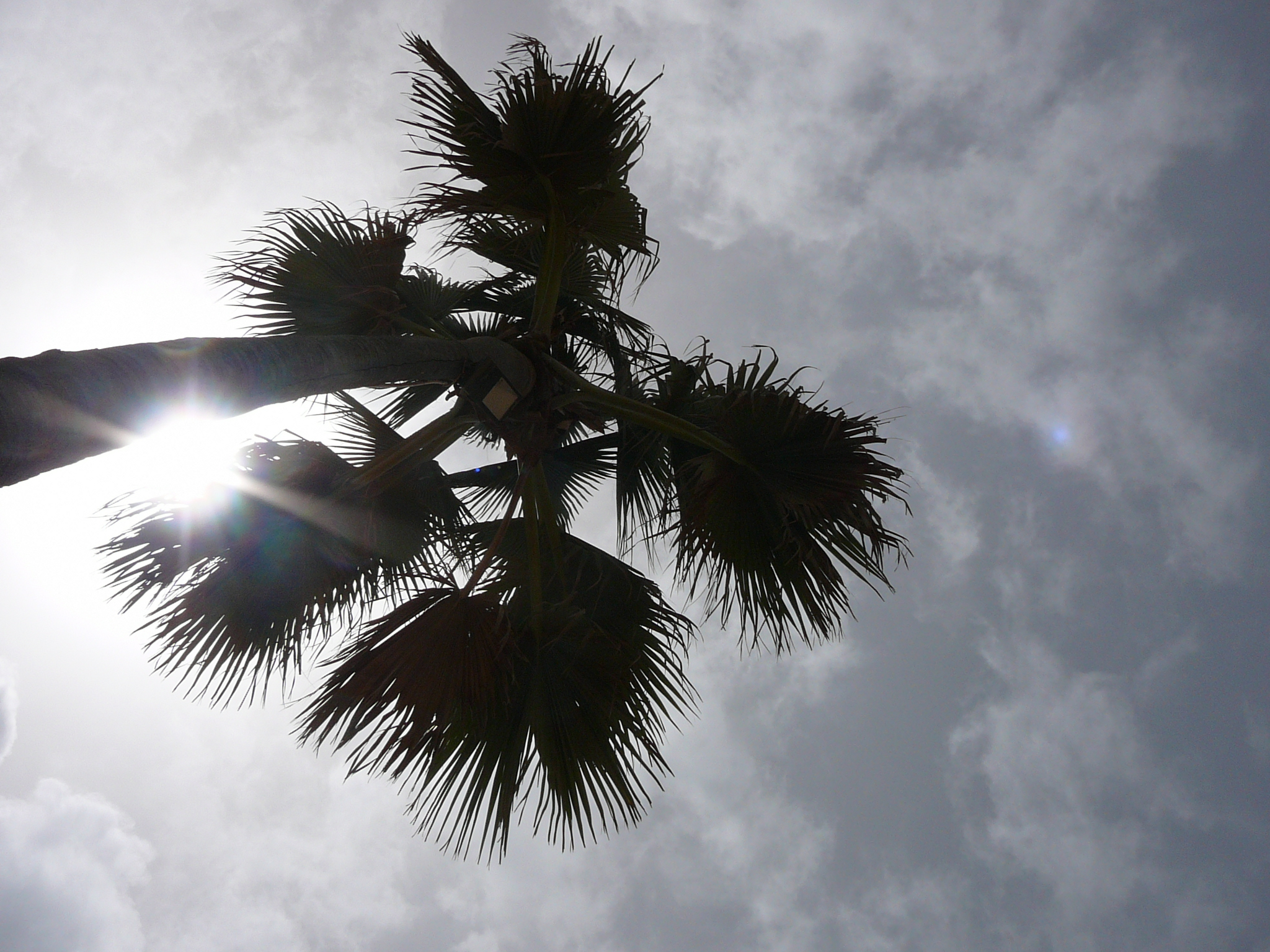
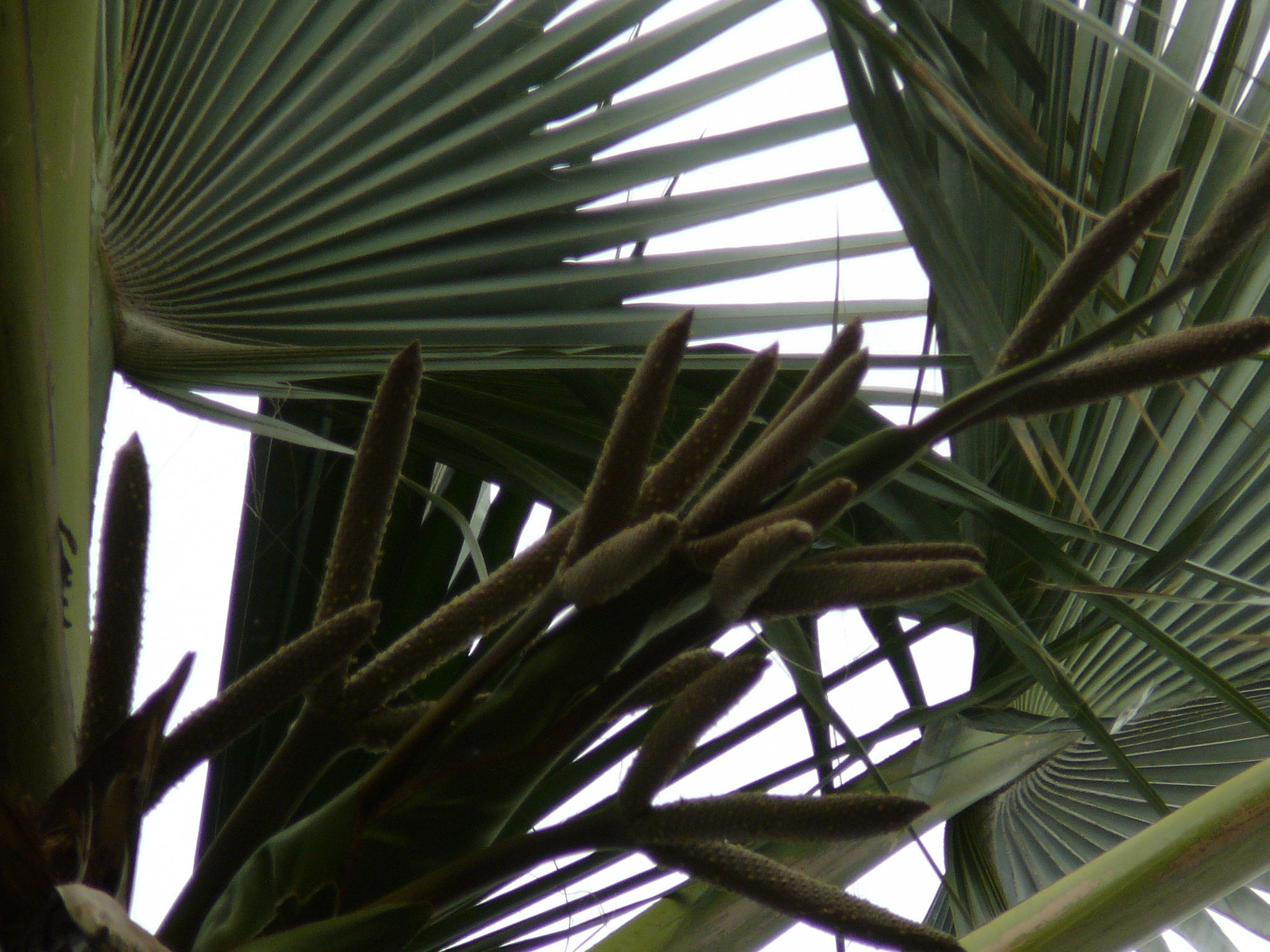